# Pteroptochos castaneus

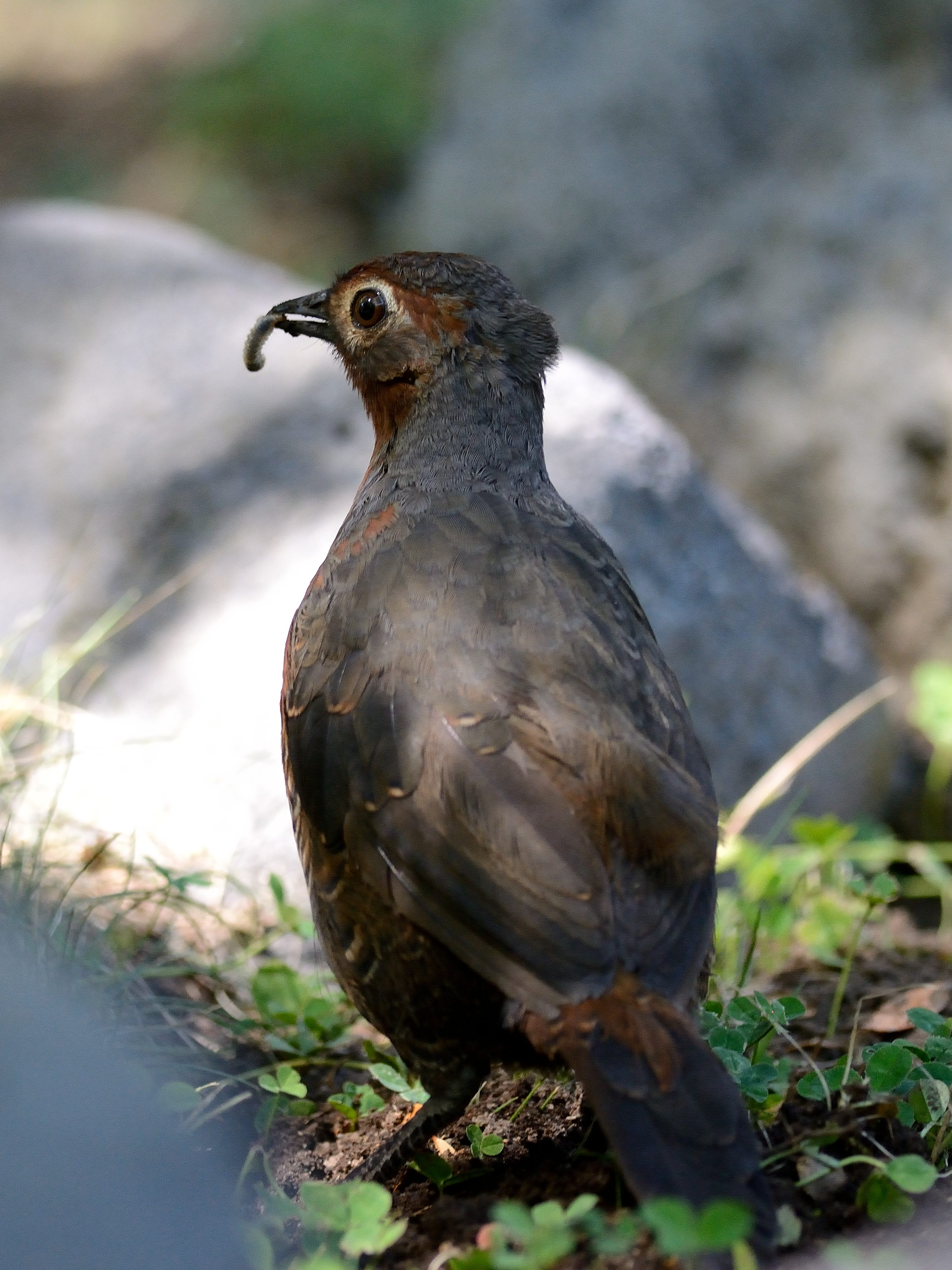
Valle las Trancas, Ñuble, Chile

El hued-hued castaño (Pteroptochos castaneus), también denominado huet-huet castaño, huet-huet gorjicastaño gallereta, tuta, o teque, es una especie de ave paseriforme, una de las tres pertenecientes al género Pteroptochos de la familia Rhinocryptidae. Habita mayormente en el centro-sur de Chile, además de en un sector fronterizo de la Argentina. 

## Distribución
En Chile habita en el centro-sur, desde la provincia de Colchagua en la Región de O'Higgins hasta las provincias de Concepción y de Biobío en la Región del Biobío; su límite sur está definido a partir de la desembocadura del río Bío-Bío, al este hasta su confluencia con el río Laja y más hacia el este, a lo largo de la costa norte del río Laja. Llega hasta una altitud de 1550 m s. n. m.
En la Argentina se distribuye entre los 1450 y los 1550 m s. n. m. en un pequeño sector del noroeste de la provincia del Neuquén, en la patagonia argentina, en el departamento Minas, solamente en donde el hábitat de este pájaro logra transponer el cordón andino. El hued-hued castaño es considerado la especie de ave argentina con el área de nidificación más reducida de ese país. En ese país es llamado localmente por los criadores de cabras con el nombre de tuta.

## Hábitat
Esta ave es característica de bosques dominados por roble pellín (Nothofagus obiqua) con sotobosque de caña colihue (Chusquea); estos bosques son del tipo forestal esclerófilo chileno, formación austral del Matorral Chileno.
Este específico ecosistema, característico de Chile, solo penetra en la Argentina en el noroeste de la provincia de Neuquén, más específicamente en el Parque Provincial Epu Lauquen (Las Lagunas, o Reserva Lagunas de Epu Laufquen), y zonas aledañas, (36°50'S, 71 °05'W). Además de la población en los bosques de estas lagunas, se encuentra una segunda población del hued-hued castaño en el bosque que rodea a la laguna Vaca Lauquen, ya fuera de la reserva. La misma se encuentra distanciada de la anterior por 7 km, pero conectadas a bosques similares de zonas adyacentes de Chile en la provincia de Ñuble mediante ñirantales achaparrados. Esta es una región con fuerte penetración de elementos biológicos característicos del Bosque esclerófilo del Matorral chileno, gracias a que, en algunos puntos, el mismo bosque cruza el límite binacional, por ejemplo: hualo (Nothofagus glauca), roble pellín, y posiblemente algunos ejemplares del híbrido Nothofagus leonii (Nothofagus × leonii).
Otras especies chilenas que constituyen el hábitat de este pájaro y que únicamente viven en la Argentina en las lagunas de Epu Laufquen son: Puya alpestris, Azara alpina, y Orites myrtoidea. Otros taxones comunes o característicos del centro de Chile que también regionalmente se hacen presentes al otro lado del encadenamiento andino son: Gnaphalium aldunateoides, Gnaphalium psilophyllum, Haplopappus pectinatus, Oxalis compacta, Balbisia gracilis, Viguiera revoluta, Colletia hystrix, Corynabutilon bicolor, y Combera sp., etc. destacándose especialmente Senecio pilquensis, Mutisia linearifolia, y Alstroemeria presliana; todos ellos confirman la ingresión del tipo forestal esclerófilo chileno y, a la par de él, el hued-hued castaño, con una población recién descubierta en diciembre de 1999.

## Descripción
Es un ave grande, mide 25 cm y pesa entre 158 y 185 g el macho, y entre 130 y 175 g la hembra. El color rufo del plumaje domina en lo ventral de su cuerpo y por delante de la cabeza; la parte trasera de la misma y todo lo dorsal hasta la cola va del apizarrado al negro ahumado. También destacan una notable zona auricular blancuzca, y un sector en el lomo y en las supracaudales con plumas rufo oscuras terminadas en bandas negras y amarillentas. Sus grandes patas son negruzcas al igual que su pico.

## Estado de conservación
Es considerada como “preocupación menor” por la IUCN.
La especie tiene un área de reproducción a nivel mundial por debajo de 50 000 km².

## Comportamiento
Los hábitos de esta especie son similares a su congénere Pteroptochos tarnii, usualmente permanece escondido mientras camina por el suelo del bosque, haciendo pausas para escarbar vigorosamente la hojarasca con sus grandes patas; temprano en la mañana puede emerger en el borde del bosque. Prefiere áreas con bambuzales Chusquea. Generalmente mantiene la larga cola levantada.

### Alimentación
Su dieta consiste de escarabajos y sus larvas, y semillas, que escarva en el suelo con sus patas.

### Reproducción
La postura ocurre entre noviembre y diciembre. El nido, en formato de taza, es hecho de hierbas finas al final de una madriguera; a veces dentro de un tronco hueco. La nidada es de 2 huevos, que miden 36 x 28 mm.

### Vocalización
El canto es similar al hued-hued del sur (Pteroptochos tarnii), pero de timbre más alto, más suave y más rápido, con pocas nota más; el llamado es bastante diferente, una serie de notas nasales cloqueadas “uehk”.

## Sistemática

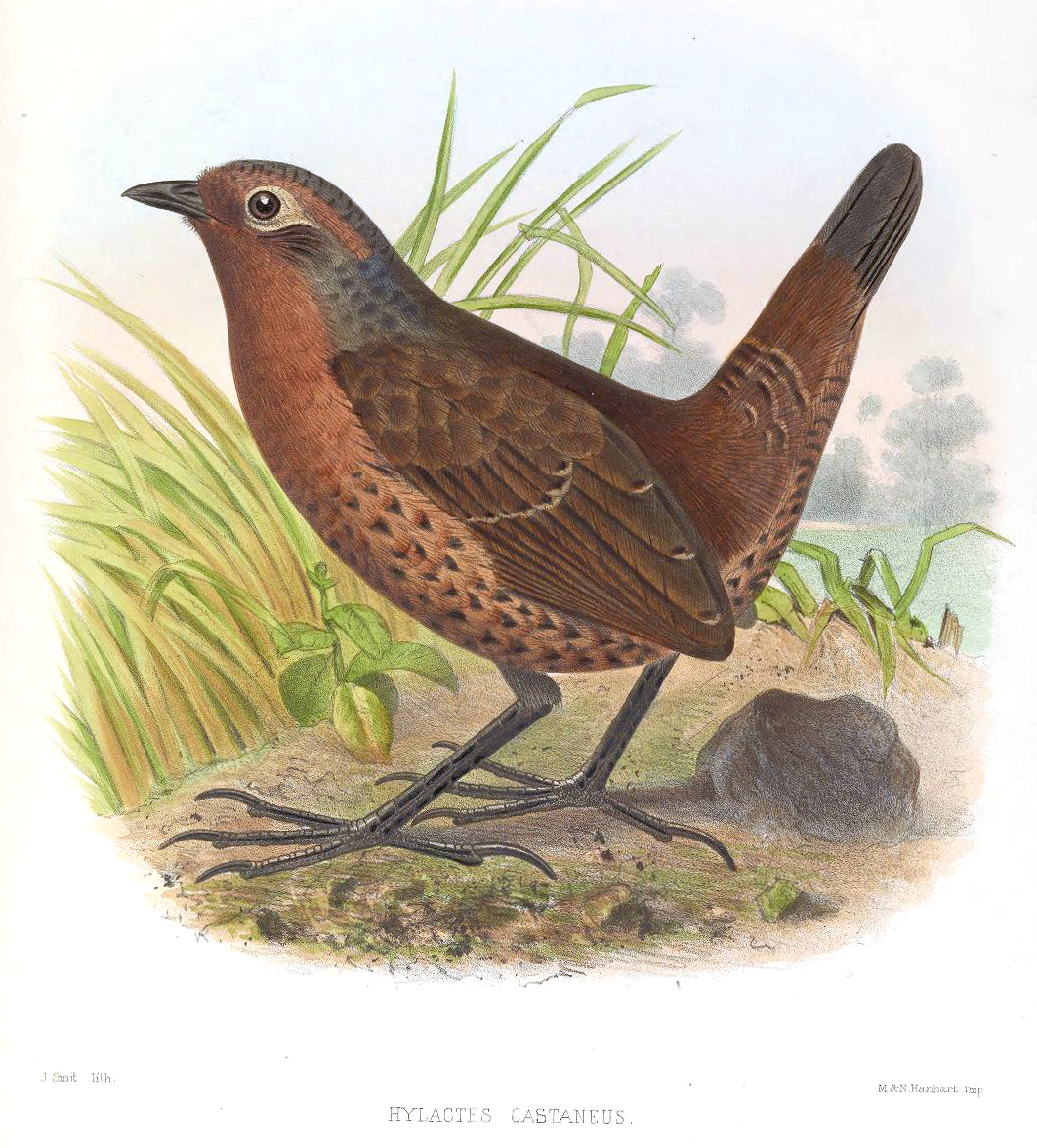
Pteroptochos castaneus, ilustración de Smit para Exotic ornithology : containing figures and descriptions of new or rare species of American birds, 1869.

### Descripción original
La especie P. castaneus fue descrita por primera vez por los ornitólogos alemanes Rodulfo Amando Philippi y Christian Ludwig Landbeck en 1864 bajo el nombre científico Pteroptochus castaneus; localidad tipo «Hacienda de la Puerta, 1500 metros de altitud, Colchagua, Chile».

### Relaciones con el hued-hued del sur
El hued-hued castaño es muy similar en nidificación, comportamiento, y vocalizaciones al hued-hued del sur o común (Pteroptchos tarnii) del cual se lo separa fácilmente por tener este último la garganta y pecho de color apizarrado oscuro. 
Si bien el castaño fue postulado solo como una subespecie del hued-hued del sur la controversia sobre su situación específica fue resuelta mediante el análisis de sus vocalizaciones, y la secuenciación de genes de su ADN mitocondrial.
En su geonemia de Chile, ambos hued-hued se separan por el cauce del río Bío-Bío. Curiosamente, el lado chileno
del Paso Pichachén, llamado «el triángulo del Laja - Bío-Bío», es árido, estepario, y sin bosques, es decir, este hábitat desfavorable para las dos especies de hued-hued forma una barrera natural que redunda en que ambas distribuciones sean alopátricas. Ambas especies son alopátricas también en el lado argentino, distanciados por un hiato de 209 km de pastizales esteparios con parches de bosques de diferente composición arbórea, no aptos para ninguna de las dos especies.
Sin embargo, estudios recientes muestran que el alto río Bío-Bío no representa una barrera efectiva para la dispersión, sugiriendo que las dos especies han estado en contacto varias veces dependiendo de la fluctuación de las condiciones climáticas.

### Taxonomía
Los estudios de genética molecular de Ericson et al., 2010 confirman la monofilia de la familia Rhinocryptidae y sugieren la existencia de dos grandes grupos dentro de la misma, de forma muy general, el formado por las especies de mayor tamaño, al que pertenece Pteroptochos, y el integrado por las especies menores. Ohlson et al. 2013 proponen la división de la familia en dos subfamilias. Pteroptochos pertenece a una subfamilia Rhinocryptinae Wetmore, 1930 (1837), junto a Scelorchilus, Liosceles, Psilorhamphus, Acropternis, Rhinocrypta y Teledromas.